# FS ALn 990
Les autorails FS ALn 990 sont les automotrices diesel les plus puissantes que les Ferrovie dello Stato - chemins de fer italiens -  aient eu à disposition en Italie. 

## Histoire
À la fin de la Seconde Guerre mondiale, alors que les moyens de communication italiens avaient très gravement été détruits par les bombardements américains, le gouvernement décida de relancer le transport ferroviaire passagers avec des moyens nouveaux, rapides et confortables, sur le réseau secondaire qui avait moins souffert que les lignes principales. Mais l'utilisation du matériel standard encore en service n'étant pas adapté à ces lignes, il fut décidé de faire appel à l'ingéniosité des constructeurs italiens pour concevoir et construire très rapidement des automotrices avec une faible charge à l'essieu qui leur permettrait de circuler en catégorie "B". Les FS imposèrent également dans leur cahier des charges, la possibilité d'accoupler plusieurs éléments, pour les trajets longs avec différents systèmes de traction, y compris les automotrices électriques du type ALe 840 et donc dotées des soufflets de connexion. 
C'est ainsi que vit le jour le projet de la grande automotrice ALn 990. En 1947, la conception à peine terminée, les FS passèrent commande aux deux grands constructeurs italiens Fiat Ferroviaria et OM pour la fourniture de 24 exemplaires par Fiat et 39 exemplaires par OM. Conformément aux normes internes des FS, les matériels Aln Fiat furent immatriculés sous la référence série 1000 et les ALn OM série 3000. 
La livraison des deux premières unités Fiat, les ALn 990.1001 et 1002, intervint durant l'été 1950, et furent mises en test sur la ligne Milan-Venise avec grand succès. Au fur et à mesure des livraisons, les matériels furent envoyés sur les centres de Turin, Trévise et Palerme. La totalité des unités commandées à Fiat Ferroviaria fut transférée au dépôt de Palerme en Sicile en 1964. Ces matériels sont restés en service jusqu'en 1988. Les matériels construits par OM furent attribués aux dépôts de Toscane essentiellement et des régions du centre-nord de la péninsule.
Le projet ALn 990, grâce à ses qualités techniques et son excellente capacité en places assises, a été développé par Fiat Ferroviaria pour d'autres matériels ferroviaires destinés à l'exportation vers l'Argentine et l'Espagne notamment, mais aussi vers tous les pays d'amérique-latine.
Durant les premières années, les ALn 990 servirent sur les trains d'un certain prestige, comme les rapides Palerme-Catane et Palerme-Trapani, les express régionaux  comme La freccia delle Dolomiti entre Milan et Calalzo, le Palerme-Catane-Siracuse, le Milan-Aoste-Prè Saint-Didier. Avec l'électrification quasi généralisée du réseau italien et l'apparition de la nouvelle génération d'autorails ALn 668, les grandes automotrices comme les ALn 990 furent utilisées sur des trajets secondaires et une bonne part fut retirée dès la fin des années 1970.

## Technique
Les automotrices de la série ALn 990 ont représenté le matériel ferroviaire le plus imposant et puissant jamais acheté par les FS. Leur puissance ne sera inférieure, de très peu, qu'à celle des automotrices doubles ALn 442/448 Breda C.F. Les automotrices ALn 990 FIAT et OM ne différaient extérieurement que par le type de portes d'accès : 4 portes battantes manuelles par côté sur les FIAT et à commande pneumatique sur les OM.
Les caisses étaient conçues pour garantir un très haut niveau de confort pour les passagers, équipées de fauteuils individuels donnant sur de larges fenêtres. La capacité était la plus forte de la catégorie avec 90 places assises et un espace supérieur pour les jambes. Les cabines de conduite étaient modernes et spacieuses. Les bogies à empattement long équipés de suspensions modernes avec des ressorts hélicoïdaux garantissaient des vitesses élevées et une excellente stabilité de roulement.
Le moteur à plat, unique et monté sous la caisse, a été le plus puissant jamais utilisé sur ce type de matériel. Identique pour les deux constructeurs FIAT et OM, ce moteur de conception OM comportait 12 cylindres horizontaux opposés à injection directe, avec un rapport de compression de 15,6 et développait 480 ch à 1 400 tr/min, avec un embrayage tridisque, un joint hydraulique et une boîte de vitesses classique à 4 rapports à engrenages de la série Fiat Ferroviaria. Les matériels OM disposaient d'une transmission plus simple avec une boîte hydraulique semblable à celle utilisée sur les ALn 772.
Ces rames pouvaient comporter des voitures remorquées spécifiques. 4 exemplaires furent commandées à Fiat Ferroviaria et 10 à OM.